# Monsieur Belvédère au collège
Série Monsieur Belvédère
Bonne à tout faire (1948) Monsieur Belvédère fait sa cure (1951)
Pour plus de détails, voir Fiche technique et Distribution.
Monsieur Belvédère au collège (Mr. Belvedere Goes to College) est un  film américain en noir et blanc réalisé par Elliott Nugent, sorti en 1949.
Il s'agit du deuxième volet de la trilogie comprenant le personnage de Monsieur Belvédère incarné par Clifton Webb. Le précédent est Bonne à tout faire en 1948 et le suivant est Monsieur Belvédère fait sa cure (1951).

## Synopsis
Lynn Belvedere, bien qu'auteur à succès d'un livre scandaleux intitulé Hummingbird Hill, n'en a pas profité financièrement car il a dû se battre contre de nombreux procès en diffamation. Il s'est tout de même vu décerner un prix littéraire par une fondation. L'une des conditions pour recevoir le prix de 10 000 dollars est d'être diplômé de l'université. Pour satisfaire à cette exigence, Belvédère décide de s'inscrire à l'université Clemens. Le président de l'université l'y autorise, à condition qu'il ne fasse rien de publiquement préjudiciable à l'institution. Belvédère a l'intention de terminer le programme de quatre ans en une seule année, même s'il n'a aucune éducation formelle. Il réussit brillamment les examens d'entrée car il est un génie autodidacte.
Il est assigné à partager un dortoir avec Corny Whittaker, un étudiant de première année, et Avery Brubaker, un étudiant de deuxième année autoritaire. Une camarade de classe qui écrit pour le journal de l'école, Ellen Baker, veut l'interviewer, mais il refuse. Belvedere obtient un emploi de serveur dans une maison de sororité grâce au coordinateur des emplois étudiants Bill Chase. Bill s'intéresse à Ellen, et plus tard, lors d'un dîner, il la présente à sa mère, qui est responsable de la sororité. Belvédère corrige le comportement et l'étiquette des filles lors du dîner.
Belvédère est puni pour s'être rasé pendant la « Whisker Week » : il doit porter une fausse barbe jusqu'à nouvel ordre. Ellen prend une photo de lui avec sa barbe pour un article qu'elle écrit. L'article comprend des citations de Belvédère qui déplaisent fortement à l'université, même si Belvédère déclare qu'elles n'étaient pas destinées à être publiées et qu'il prévoit de poursuivre Ellen et l'université en justice. Au lieu de cela, Belvédère conseille à Ellen de ne pas publier de simples ragots à l'avenir et de ne pas soumettre un autre article, plus long, au magazine Look.
Alors que la relation entre Bill et Ellen s'approfondit, elle lui présente son jeune fils, Davy. Elle lui annonce qu'elle est veuve de guerre. Il est déconcerté, mais après avoir réfléchi, il décide qu'il l'aime, se réconcilie et se fiance.
Lorsque Ellen reçoit un accueil froid de la part de la mère de Bill, elle croit que Belvédère a parlé de son fils à Mme Chase. Elle décide d'envoyer son article sur le Belvédère au magazine. Bill la supplie de ne pas le faire, mais elle refuse de l'écouter. Belvédère essaie de lui parler, mais elle ne le laisse pas entrer. Il se faufile par la fenêtre. La police le trouve dans son appartement et l'arrête, croyant qu'il est un voyeur. Belvedere est libéré quand Ellen abandonne les charges. Il s'arrange ensuite pour qu'elle se réconcilie avec Bill. Non seulement Belvedere obtient son diplôme en un an, mais il est aussi le major de sa promotion. Dans la scène finale, alors que le président de Clemens lui remet son diplôme, Belvedere lui tend un magazine enroulé. Il le déroule pour apprendre qu'il s'agit d'un exemplaire de Look avec une photo de M. Belvedere recevant son diplôme sur la couverture et comme article principal. Belvédère brise alors le quatrième mur et sourit au public d'un air entendu.

## Fiche technique
- Titre français : Monsieur Belvédère au collège
- Titre original : Mr. Belvedere Goes to College
- Réalisation : Elliott Nugent
- Scénario : Mary Loos, Mary C. McCall Jr., Richard Sale
- Producteur : Samuel G. Engel
- Société de distribution : Twentieth Century-Fox
- Musique : Alfred Newman
- Photographie : Lloyd Ahern
- Montage : Harmon Jones
- Pays de production : États-Unis
- Langue d'origine : anglais
- Genre : Comédie familiale
- Format : noir et blanc - 1.37:1 - Son Mono (Western Electric Recording)
- Durée : 83 min
- Dates de sortie :
  - États-Unis : 15 avril 1949 (New York City)
  - France : 19 octobre 949

## Distribution
- Clifton Webb : Lynn Belvedere
- Shirley Temple : Ellen Baker
- Tom Drake : Bill Chase
- Alan Young : Avery Brubaker
- Jessie Royce Landis : Mme Chase
- Kathleen Hughes : Kay Nelson
- Taylor Holmes : Dr Gibbs, le recteur de l'université
- Alvin Greenman : Cornelius Whittaker
- Paul Harvey : Dr Keating, le président de l'université
- Barry Kelley : le sergent de police Griggs
- Robert Patten : Joe Fisher
- Jeff Chandler : Pratt